# Sparkman, Arkansas
Sparkman là một thành phố thuộc quận Dallas, tiểu bang Arkansas, Hoa Kỳ. Năm 2010, dân số của thành phố này là 427 người.

## Dân số
- Dân số năm 2000: 586 người.
- Dân số năm 2010: 427 người.